# لامبورگینی میورا کانسپت
لامبورگینی میورا کانسپت (به انگلیسی: Lamborghini Miura concept) یک خودروی مفهومی سبک رترو است که توسط لامبورگینی در سال ۲۰۰۶ معرفی شد و برای بزرگداشت چهلمین سالگرد معرفی کانسپت اصلی میورا در نمایشگاه خودرو ژنو در سال ۱۹۶۶ ساخته شد.
این پروژه با اسم رمز داخلی "Concept M" در اکتبر ۲۰۰۳ آغاز شد و نخستین طرحی بود که توسط مدیر طراحی جدید لامبورگینی، والتر دی سیلوا، رهبری شد. این خودروی نمایشی از طراحی میورای اصلی تقلید می‌کند، درحالی‌که زیربنای آن از مدل مدرن‌تر مورسیه‌لاگو است. این خودرو برای نخستین بار در مرکز رسانه‌ای پالی، که قبلاً موزه تلویزیون و رادیو بود، در ۵ ژانویه ۲۰۰۶ ارائه شد. این رونمایی همزمان با نمایشگاه خودرو لس آنجلس بود، اگرچه در خود نمایشگاه حضور نداشت. این خودرو دو هفته بعد در نمایشگاه بین‌المللی خودروی آمریکای شمالی در دیترویت به نمایش درآمد.
استفان وینکلمن، رئیس و مدیر عامل لامبورگینی اظهار داشت که این کانسپت نشانه بازگشت میورا به تولید نخواهد بود و گفت: «میورا جشن تاریخ ما بود، اما لامبورگینی دربارهٔ آینده است. طراحی یکپارچه‌سازی با سیستم‌عامل چیزی نیست که ما برای آن اینجا هستیم؛ بنابراین ما میورا را انجام نخواهیم داد.»

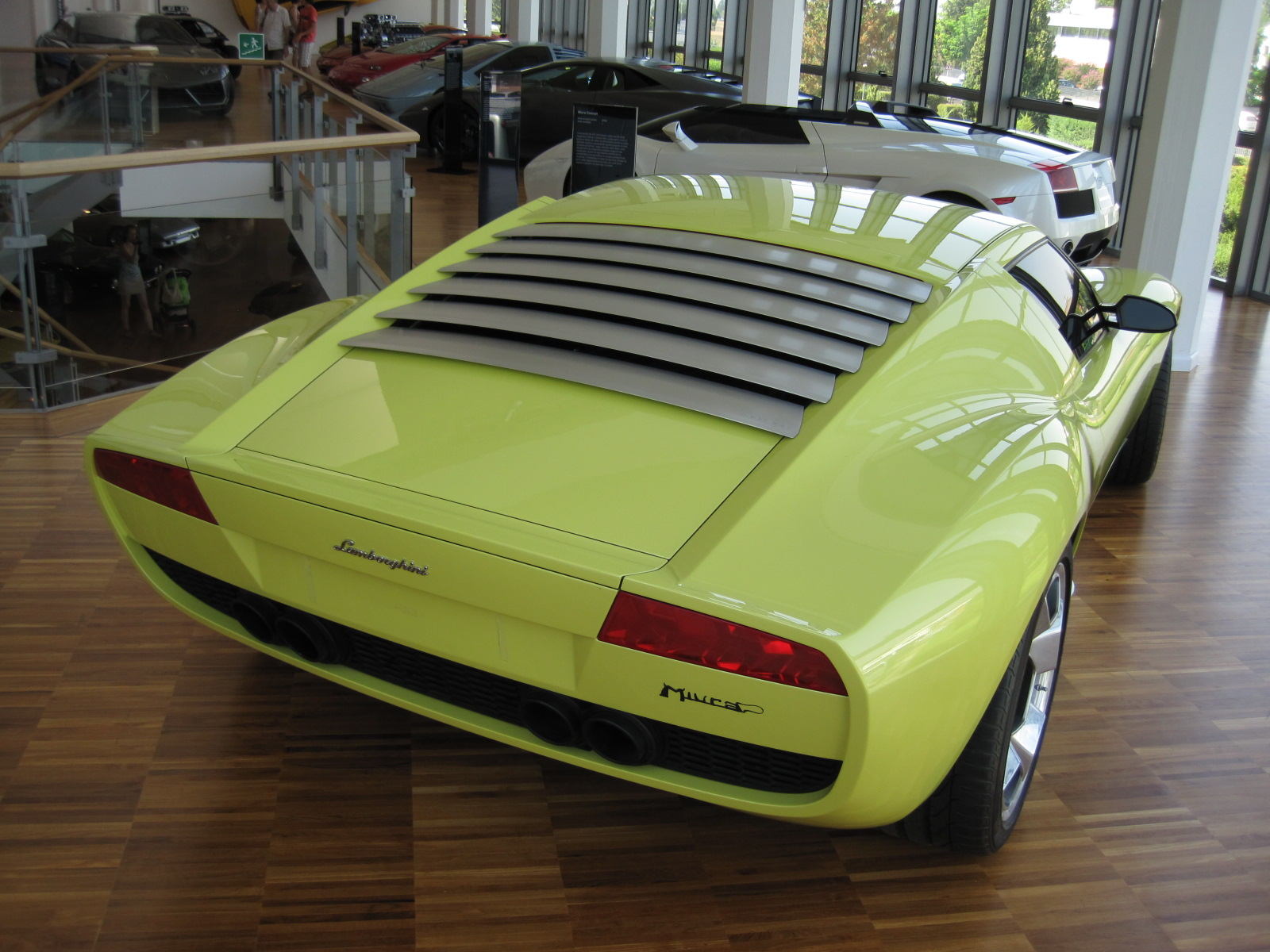
نمای عقب

کانسپت میورا اکنون در موزه لامبورگینی در سنت آگاتا بولونیزه ایتالیا به نمایش گذاشته شده‌است.